# 日本の歴史地震の西暦換算
本記事では1582年以前における日本の歴史地震の西暦換算（にほんのれきしじしんのせいれきかんざん）の実情について解説する。

## 背景
日本の歴史地震は、当時を記した記録の日付は太陰太陽暦に分類される日本歴（旧暦）で記されている。地震は地球規模の現象であるため、日本で発生した地震の日付も西暦への換算の必要が生じる。あるいは例えば日本国外で発生した巨大地震の津波が日本に到達した場合、日本の記録ではその日付は和暦で表記されているから、その「みなしご津波」の親がどの地震であるかを同定するうえで、その西暦換算は大変重要な意味を持つ。
グレゴリオ暦使用は合理主義者である大森房吉らが採用した。
歴史地震研究会は1582年以前はユリウス暦表記を推奨している。当時の西洋社会の歴史の上で実際に使われた暦に換算するのが望ましいとする提言を踏まえて、このような措置が採られている。

一方で、日本の地震を記した、『理科年表』の「日本付近のおもな被害地震年代表」、『日本被害地震総覧』、『地震の事典』などの年表、および『新収日本地震史料』、『日本の歴史地震史料』などの史料集では何れも1582年以前もグレゴリオ暦表記となっている。さらに、これらの基となっている『大日本地震史料』増訂第1巻の「例言」には「1582年まではユリウス暦、1583年以降はグレゴリオ暦を以て表されて居る。」と書かれているにもかかわらず、実際には1582年以前もすべてグレゴリオ暦換算で表記されており、この例言は内容を正しく表していない。
また、『理科年表』の「世界のおもな大地震・被害地震年代表」や『地震の事典』の「外国の主な地震の表」では1582年以前はユリウス暦となっており、同一書籍内で首尾一貫していない。
グレゴリオ暦を使用する利点として、ユリウス暦は欧州で使用されていたのみであり世界共通であったとは言えず、津波や噴火はともかく日本の地震の欧州への影響は無いため西洋史と対照する必要性が乏しい。逆に、例えば春分の日（春分日）がほぼ3月20 - 21日頃となるなど、太陽にリファーされたグレゴリオ暦の方が便利な点がある。

## Webサイト上の地震年表
古代中世地震史料研究会が公開している［古代・中世］地震・噴火史料データベース（β版）のように、これらの事情を勘案して、ユリウス暦とグレゴリオ暦が併記できるような検索を可能としたWebページもある。
日本地震学会のHPにある「日本付近のおもな被害地震年代表」は1986年から2001年まで『理科年表』の監修者を務めた吉井敏尅の好意により掲載されているものである。その内容は『理科年表』（2001年版以前）「日本付近のおもな被害地震年代表」の引用で同一であり、1582年以前の地震もグレゴリオ暦で掲載されている。
Web上で検索可能な宇津徳治「世界の被害地震の表」は、日本の地震も含めて1582年以前の地震はユリウス暦で表されている。『理科年表』の「世界のおもな大地震・被害地震年代表」は、この「世界の被害地震の表」から主な地震を抜粋したものである。
2001年に公表された「南海トラフの地震の長期評価」では、南海地震及び東南海地震の震源域で過去に発生した地震について、発生年の間隔を計算する上での便宜を考えてグレゴリオ暦で示したものの、早川・小山(1997)の提言を踏まえて天正十年九月十八日（ユリウス暦1582年10月4日）以前はユリウス暦による月日を括弧に入れて併記していた。これに対し2013年に公表された「南海トラフの地震活動の長期評価（第二版）（説明文 別表）」では、グレゴリオ暦表記のみとなっている。
Wikipediaの表記ガイドでは、西暦は原則として1582年10月15日以降はグレゴリオ暦、それ以前はユリウス暦を使用するとあるが、歴史地震関連項目では併記されていることが多い。

## グレゴリオ暦からユリウス暦への換算
ユリウス暦は西暦年の4で割り切れる年を全て閏年とするが、グレゴリオ暦ではこれらの内100で割り切れる年は400で割り切れる年のみを閏年とするため、ユリウス暦において100で割り切れ、400で割り切れない西暦年の2月29日が挿入される毎にグレゴリオ暦に対し1日ずつ遅れが生ずることになる。
| グレゴリオ暦日                      | 補正日数 |
| ----------------------------------- | -------- |
| AD 200年3月1日 - AD 300年2月28日    | 0        |
| AD 300年3月1日 - AD 500年2月28日    | 1        |
| AD 500年3月1日 - AD 600年2月28日    | 2        |
| AD 600年3月1日 - AD 700年2月28日    | 3        |
| AD 700年3月1日 - AD 900年2月28日    | 4        |
| AD 900年3月1日 - AD 1000年2月28日   | 5        |
| AD 1000年3月1日 - AD 1100年2月28日  | 6        |
| AD 1100年3月1日 - AD 1300年2月28日  | 7        |
| AD 1300年3月1日 - AD 1400年2月28日  | 8        |
| AD 1400年3月1日 - AD 1500年2月28日  | 9        |
| AD 1500年3月1日 - AD 1582年10月14日 | 10       |

ただし、上の表は2月29日が挿入されたユリウス暦を基準としたものである。100で割り切れ、400で割り切れない西暦年において、グレゴリオ暦で3月1日となる日からユリウス暦で2月28日となる日までの間は、2月29日が挿入されたユリウス暦を基準とするか、挿入されていないグレゴリオ暦を基準とするかにより補正日数は1日変わる。つまり、2月29日を挿入しない場合は補正日数は1日減少する。
| 日本暦       | 文武4年2月1日 | 2月2日  | 2月3日  | 2月4日  | 2月5日   | 2月6日 |
| グレゴリオ暦 | 700年2月28日  | 3月1日  | 3月2日  | 3月3日  | 3月4日   | 3月5日 |
| ユリウス暦   | 700年2月25日  | 2月26日 | 2月27日 | 2月28日 | 2月29日  | 3月1日 |
| 補正日数     | 3             | 3 or 4  | 3 or 4  | 3 or 4  | (3 or) 4 | 4      |

| 日本暦                        | グレゴリオ暦日         | ユリウス暦日            | 補正日数 |
| ----------------------------- | ---------------------- | ----------------------- | -------- |
| 応神31年正月23日              | 300年3月1日            | 300年2月29日            | (0 or) 1 |
| 武烈2年正月14日 - 正月15日    | 500年3月1日 - 3月2日   | 500年2月28日 - 2月29日  | 1 or 2   |
| 推古8年閏正月8日 - 閏正月10日 | 600年3月1日 - 3月3日   | 600年2月27日 - 2月29日  | 2 or 3   |
| 文武4年2月2日 - 2月5日        | 700年3月1日 - 3月4日   | 700年2月26日 - 2月29日  | 3 or 4   |
| 昌泰3年正月22日 - 正月26日    | 900年3月1日 - 3月5日   | 900年2月25日 - 2月29日  | 4 or 5   |
| 長保2年正月17日 - 正月22日    | 1000年3月1日 - 3月6日  | 1000年2月24日 - 2月29日 | 5 or 6   |
| 康和2年正月12日 - 正月18日    | 1100年3月1日 - 3月7日  | 1100年2月23日 - 2月29日 | 6 or 7   |
| 正安2年2月2日 - 2月9日        | 1300年3月1日 - 3月8日  | 1300年2月22日 - 2月29日 | 7 or 8   |
| 応永7年正月26日 - 2月5日      | 1400年3月1日 - 3月9日  | 1400年2月21日 - 2月29日 | 8 or 9   |
| 明応9年正月21日 - 2月1日      | 1500年3月1日 - 3月10日 | 1500年2月20日 - 2月29日 | 9 or 10  |

| 地震名         | 日本暦                    | 干支年 | 干支日 | ユリウス日 | ユリウス暦     | グレゴリオ暦 | 補正日数 |
| -------------- | ------------------------- | ------ | ------ | ---------- | -------------- | ------------ | -------- |
| 允恭地震       | 允恭5年7月14日            | 丙辰   | 己丑   | 1873236    | 416年8月22日   | 8月23日      | 1        |
| 推古地震       | 推古7年4月27日            | 己未   | 辛酉   | 1939988    | 599年5月26日   | 5月28日      | 2        |
| 白鳳地震       | 天武13年10月14日          | 甲申   | 壬辰   | 1971219    | 684年11月26日  | 11月29日     | 3        |
| 大宝地震       | 大宝元年3月26日           | 辛丑   | 己亥   | 1977226    | 701年5月8日    | 5月12日      | 4        |
| 畿内七道地震   | 天平6年4月7日             | 甲戌   | 戊戌   | 1989285    | 734年5月14日   | 5月18日      | 4        |
| 貞観地震       | 貞観11年5月26日           | 己丑   | 癸未   | 2038650    | 869年7月9日    | 7月13日      | 4        |
| 仁和地震       | 仁和3年7月30日            | 丁未   | 辛丑   | 2045268    | 887年8月22日   | 8月26日      | 4        |
| 山城・近江地震 | 天延4年6月18日            | 丙子   | 癸丑   | 2077740    | 976年7月17日   | 7月22日      | 5        |
| 永長地震       | 嘉保3年11月24日           | 丙子   | 庚戌   | 2121717    | 1096年12月11日 | 12月17日     | 6        |
| 文治地震       | 元暦2年7月9日             | 乙巳   | 庚寅   | 2154097    | 1185年8月6日   | 8月13日      | 7        |
| 鎌倉大地震     | 正応6年4月13日            | 癸巳   | 己亥   | 2193466    | 1293年5月20日  | 5月27日      | 7        |
| 正平地震       | 正平16年・康安元年6月24日 | 辛丑   | 癸卯   | 2218370    | 1361年7月26日  | 8月3日       | 8        |
| 永享相模の地震 | 永享5年9月16日            | 癸丑   | 乙未   | 2244762    | 1433年10月28日 | 11月6日      | 9        |
| 享徳地震       | 享徳3年11月23日           | 甲戌   | 庚午   | 2252477    | 1454年12月12日 | 12月21日     | 9        |
| 明応地震       | 明応7年8月25日            | 戊午   | 己丑   | 2268456    | 1498年9月11日  | 9月20日      | 9        |
| 永正地震       | 永正17年3月7日            | 庚辰   | 乙未   | 2276322    | 1520年3月25日  | 4月4日       | 10       |